# Anatèxia

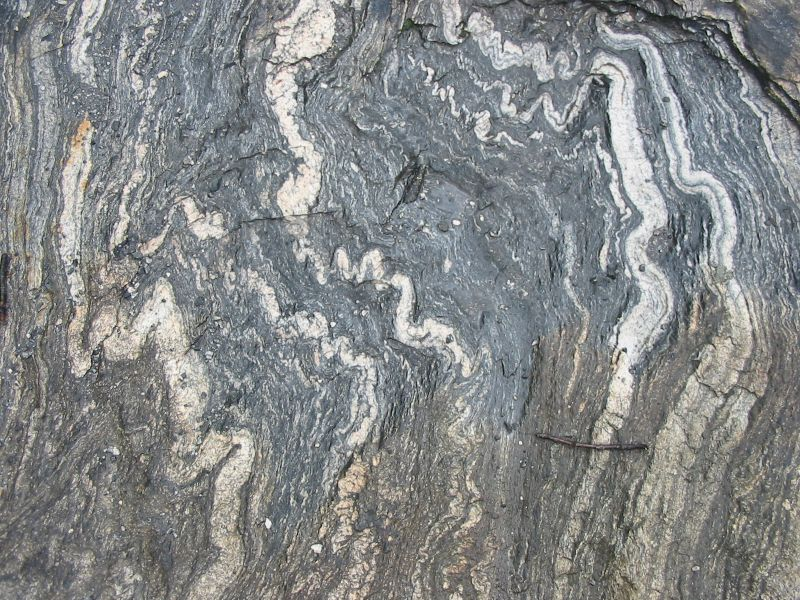
L'anatèxia és un procés important en la formació de migmatites. La imatge és d'una roca a prop del fiord de Geiranger (Geirangerfjorden), Noruega

L'anatèxia (paraula formada a partir d'arrels gregues i llatines que significa fusió) en geologia, es refereix a la fusió diferencial o parcial d'una roca, especialment durant la formació de roques metamòrfiques com ara les migmatites.
L'anatèxia és un procés de metamorfisme general en el qual les roques consolidades preexistents, sotmeses a temperatures progressivament més altes, experimenten una fusió. Si la fusió és parcial, dona lloc a les migmatites, i si és total, pot originar un magma secundari o anatèctic. En tots dos casos, l’inici de la fusió es produeix a una determinada temperatura i amb la presència o absència d’aigua, la qual, a més, depèn del quimisme i dels esforços que s'enregistren a grans profunditats de l’escorça terrestre.
L'anatèxia produeix la fusió parcial o total de les roques metamòrfiques en zones profundes, que també dona origen als anomenats magmes secundaris o anatèctics. És una prolongació de la seqüència de transició de les ectinites (roques recristal·litzades) a les migmatites. L'anatèxia està caracteritzada per una mobilització creixent de la matèria constitutiva de les roques, condicionada per quatre factors. la temperatura, la pressió, la composició química de les roques i la quantitat d’aigua disponible. Per anatèxia es formen les anatexites gneis de caràcter marcadament granitoide, de foliació quasi esfumada i roques encara més properes als granits plutònics, anomenades granits d’anatèxia, identificables per la seva textura, molt variable, amb rastres abundants de fàcies orientades.

## Exemples d'anatèxia
Els típics exemples d'anatèxia es poden trobar en els fosos de granítics (formats a partir de roques corticals alumíniques), basalts (formats a partir de la fusió parcial del mantell peridotític i en les migmatites. Les roques granítiques procedents de l'escorça, solen contenir xenòlits de roques metamòrfiques o roques sedimentàries.